# 弗里德兰大街
弗里德兰大街（Avenue de Friedland）是法国巴黎第八区的一条街道。作为奥斯曼大道向西的延伸，开始于圣奥诺雷郊区路178号，以及华盛顿路48和51号，结束于戴高乐广场。